# Dopravní plánování

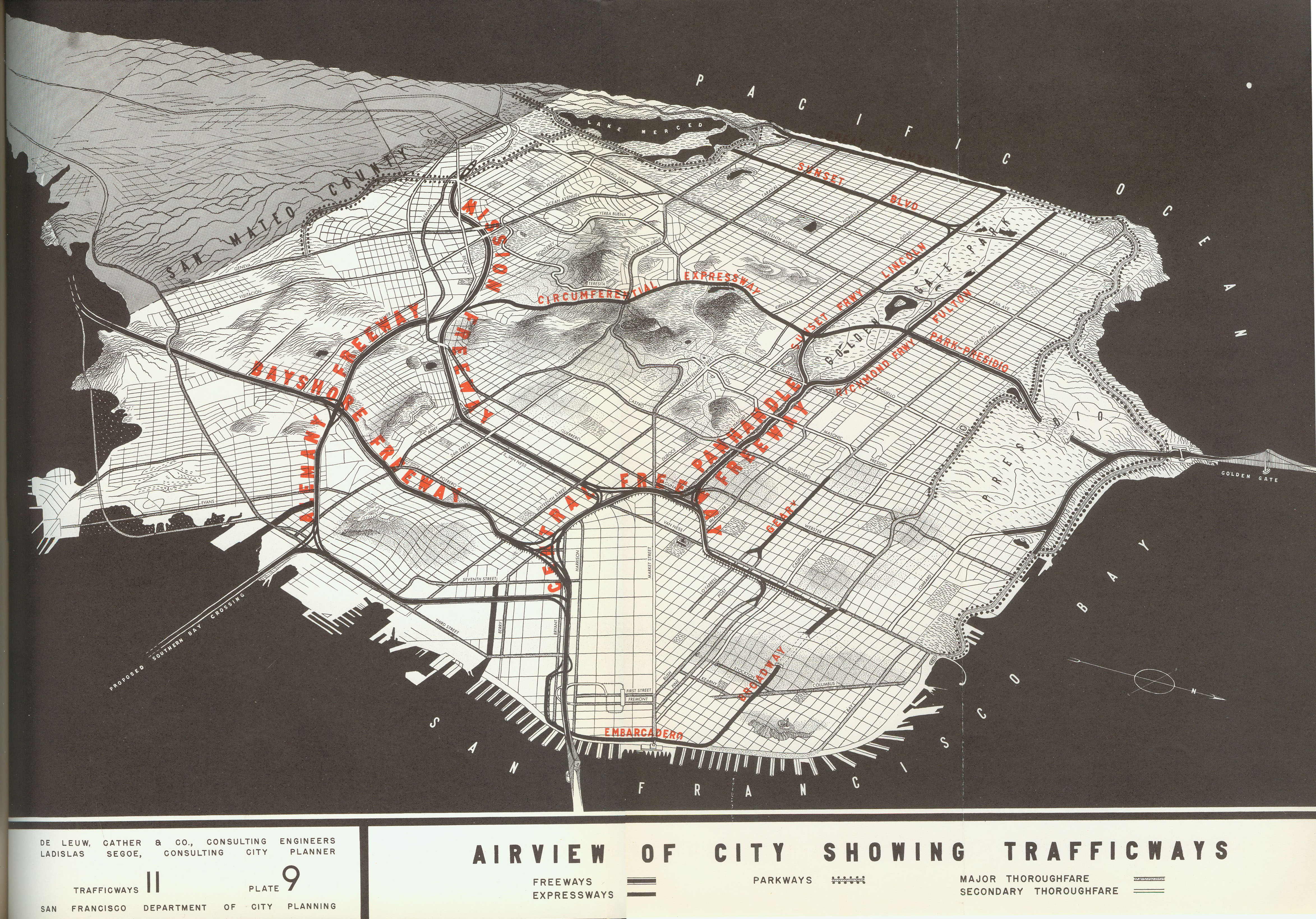
Plánování dopravních komunikací v San Franciscu v roce 1948.

Dopravní plánování souvisí s testováním, hodnocením, návrhem a umístěním dopravních objektů (všeobecně ulic, cest, cyklistických stezek a veřejné dopravy).

## Modely a udržitelnost
Dopravní plánování od začátku vycházelo z racionálního plánovacího modelu, který obsahuje
- definování cílů a úkolů,
- identifikaci problémů,
- tvorbu alternativ,
- vyhodnocení alternativ,
- tvorbu plánů.

Jiné modely plánování obsahují
- racionální činitel,
- vývoj orientovaný na tranzit,
- postupné plánování,
- organizační proces,
- politické vyjednávání,
- rozhodovací strategii a optimalizaci.

Od plánovačů se stále víc očekává multidisciplinární přístup, zejména pro zvyšující se důležitost environmetalismu. Například použití psychologie na přesvědčení řidičů k použití veřejné dopravy místo aut. Role dopravního plánovače se posouvá od technické analýzy k propagaci udržitelnosti přes integrované dopravní strategie. Například v Hanoji je rostoucí počet motocyklů odpovědný nejen za znečištění životního prostředí, ale i zpomalování ekonomického růstu. Dlouhodobý plán je redukovat provoz změnou územního plánu. Krátkodobý plán redukce provozu obsahuje ekonomické stimulace a atraktivní alternativy.